# Oberhavel (huyện)
Oberhavel là một Kreis (huyện) về phía bắc Brandenburg, Đức. Các huyện giáp ranh là (từ phía bắc theo chiều kim đồng hồ) Mecklenburg-Strelitz ở Mecklenburg-Western Pomerania, các huyện Uckermark, Barnim, Bundesland Berlin, các huyện Havelland và Ostprignitz-Ruppin.

## Địa lý
Huyện này nằm dọc theo dòng sông Havel từ nguồn đến ngoại vi Berlin. Phía bắc có nhiều hồ như hồ Stechlin nổi tiếng do một tiểu thuyết của Theodor Fontane với tựa "Der Stechlin".

## Lịch sử
Huyện đã được lập vào ngày 5 tháng 12 năm 1993 thông qua việc hợp nhất các huyện cũ Gransee vàOranienburg.

## Thị xã và đô thị
| Thị xã | Ämter | free municipalities                                                                                        |
| --- | --- | --- |
| 1. Fürstenberg/Havel 2. Hennigsdorf 3. Hohen Neuendorf 4. Kremmen 5. Liebenwalde 6. Oranienburg 7. Velten 8. Zehdenick | Gransee und Gemeinden 1. Gransee1, 2 2. Großwoltersdorf 3. Schönermark 4. Sonnenberg 5. Stechlin 1thủ phủ Amt; 2thị xã | 1. Birkenwerder 2. Glienicke/Nordbahn 3. Leegebruch 4. Löwenberger Land 5. Mühlenbecker Land 6. Oberkrämer |